# Krešimir Krnjević
Krešimir Krnjević (* 7. September 1927 in Zagreb, Jugoslawien; † 16. April 2021 in Montreal, Kanada) war ein kanadischer Neurophysiologe.

## Leben und Wirken
Krešimir Krnjević war der Sohn des jugoslawischen Politikers Juraj Krnjević (Kroatische Bauernpartei), der 1942/43 der in London residierenden Exilregierung unter Slobodan Jovanović als Postminister und stellvertretender Premierminister angehörte.
Krešimir Krnjević verbrachte seine Kindheit großteils in der Schweiz und in Südafrika. Er schloss sein Studium der Medizin 1949 an der Edinburgh University ab (M.B., Ch.B.), 1951 erwarb er ebendort einen Bachelor in Naturwissenschaften und 1953 einen Ph.D., bevor er als Postdoktorand an die University of Washington und die Australian National University ging. Als Forschungsassistent arbeitete er von 1959 bis 1964 am Babraham Institute in Cambridge, England.
Krnjević erhielt 1964 zunächst eine Gastprofessur an der McGill University in Montreal, Kanada. Er war von 1965 bis 1999 Direktor der dortigen Abteilung für Anästhesie-Forschung und von 1978 bis 1987 Ordinarius für Physiologie. 2001 wurde er emeritiert.
Krnjević war Herausgeber der wissenschaftlichen Fachzeitschrift Canadian Journal of Physiology and Pharmacology. Er veröffentlichte über 200 Originalarbeiten und mehr als 100 Lehrbuchbeiträge. 1981 gehörte er zu den meistzitierten wissenschaftlichen Autoren überhaupt.
Krnjević leistete wichtige Beiträge zur Klärung der Rolle, die Glutaminsäure und γ-Aminobuttersäure (GABA) für die Signalverarbeitung im Gehirn haben. Er konnte außerdem zeigen, dass die Calciumkonzentration in Nervenzellen wichtig für ihre Erregbarkeit ist und dass zu hohe Calciumspiegel zum Tod der Zelle führen.

## Auszeichnungen (Auswahl)
- 1975 Mitglied der Royal Society of Canada
- 1979 Präsident der Canadian Physiological Society
- 1984 Gairdner Foundation International Award[3]
- 1987 Officer of the Order of Canada[4]
- 1992 Korrespondierendes Mitglied der Kroatischen Akademie der Wissenschaften und Künste
- 2015 Mitglied der Academia Europaea[5]